# Scutomollisia russea
Scutomollisia russea är en svampart som beskrevs av Schmid-Heckel 1988. Scutomollisia russea ingår i släktet Scutomollisia, ordningen disksvampar, klassen Leotiomycetes, divisionen sporsäcksvampar och riket svampar.   Inga underarter finns listade i Catalogue of Life.